# Ingrid Thysson
A Dra. Ingrid Thysson é uma personagem ficcional, das histórias em quadrinhos do Universo Marvel, publicadas pela Marvel Comics.
A Dra. aparece no período em que o  Prof. Charles Xavier esteve prisioneiro de Bastion, no período entre as mega-sagas  Massacre e Operação: Tolerância Zero.
Creditada como excelente psicóloga, ela é contratada por Bastion para interrogar o Professor X, de maneira descobrir quais segredos ele escondia (haja vista que Bastion não havia conseguido nenhum progresso durante as semanas em que manteve o professor cativo). Desconhecendo o real propósito da organização, Ingrid inicia seu trabalho. Porém, ao conhecer  Nina, e saber os planos da organização para aquela criança, ela transfere sua lealdade, ajudando a encobrir a fuga da jovem, com a ajuda do agentes especial Daryl Smith. Após esse episódio, a personagem não voltou a aparecer.